# Pristimantis ridens
Espèce
Synonymes
- Phyllobates ridens Cope, 1866
- Eleutherodactylus ridens (Cope, 1866)
- Syrrhopus molinoi Barbour, 1928

Statut de conservation UICN

 LC  : Préoccupation mineure
Pristimantis ridens est une espèce d'amphibiens de la famille des Craugastoridae.

## Répartition
Cette espèce se rencontre de 15 à 1 800 m d'altitude :
- dans l'est du Honduras ;
- au Nicaragua ;
- au Costa Rica ;
- au Panamá ;
- en Colombie dans les départements de Chocó et de Valle del Cauca ;
- dans le nord-est de l'Équateur.

## Publication originale
- Cope, 1866 : Fourth contribution to the herpetology of tropical America. Proceedings of the Academy of Natural Sciences of Philadelphia, vol. 18, p. 123-132 (texte intégral).